# Blechnum humbertii
Blechnum humbertii là một loài dương xỉ trong họ Blechnaceae. Loài này được Tardieu mô tả khoa học đầu tiên năm 1955.